# Goldene Kamera

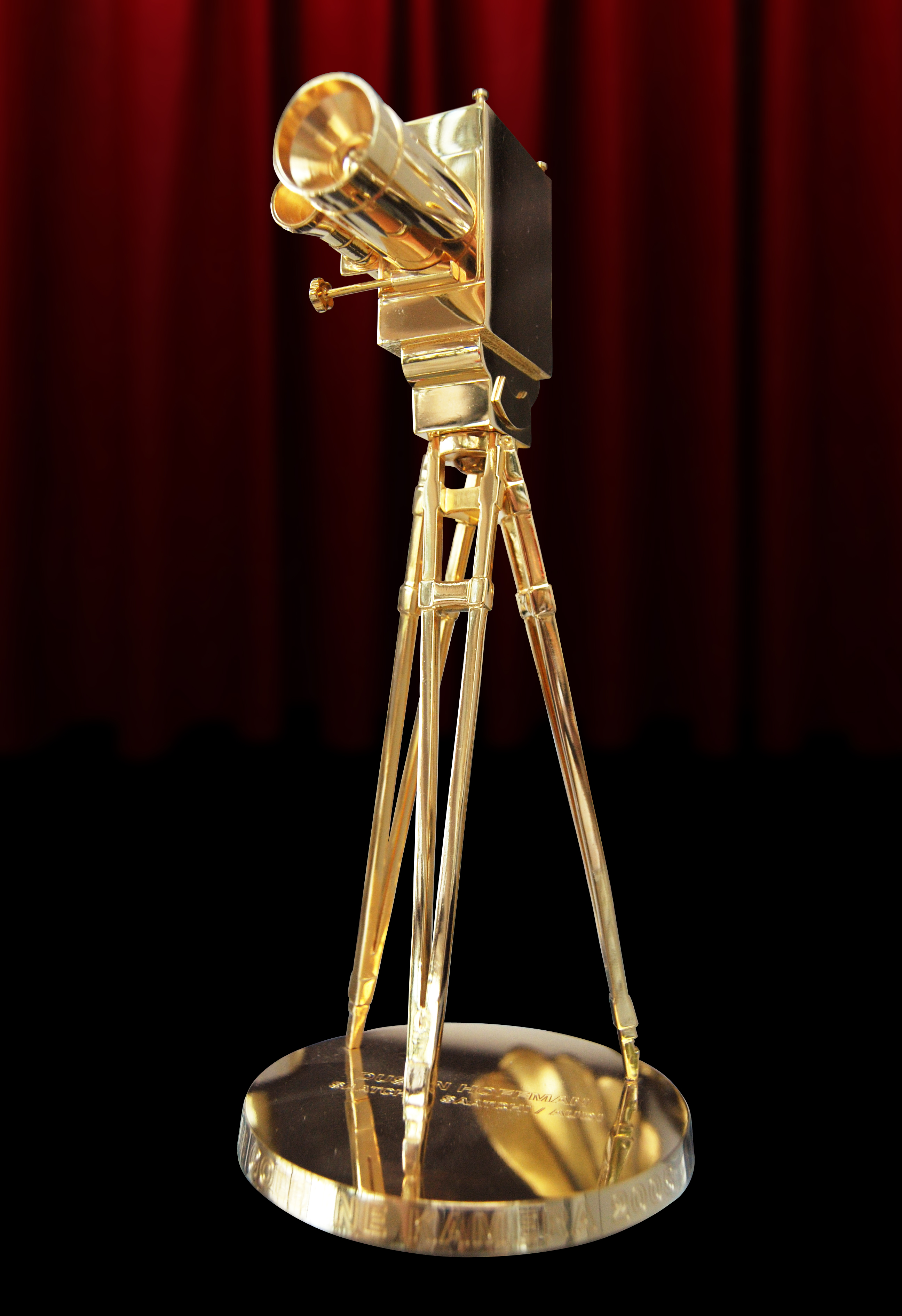
Goldene Kamera

De Goldene Kamera (Gouden Camera) is een jaarlijkse Duitse televisieprijs, uitgereikt door het Duitse televisieblad HÖRZU.  Het vergulde zilveren cameramodel is ontworpen door de Berlijnse ontwerper Wolfram Beck en is 25 centimeter hoog en weegt ongeveer 900 gram.
De prijs werd voor het eerst uitgereikt in 1965 als een puur Duitse televisieprijs. Sinds 1987 wordt de prijs ook aan internationale sterren vergeven. Zo won Herman van Veen in 1991 de prijs voor de animatieserie van Alfred Jodocus Kwak. Sinds 1995 bestrijkt de prijs ook een breder interessegebied, zoals popgroepen en organisaties, zoals Greenpeace. Verder won in het jaar 2000 Sabrina Setlur de prijs voor meest succesvolle Duitse artiest. 
Sinds 1989 wordt een speciale prijs, de Lilli-Palmer-und-Curd-Jürgens-Gedächtniskamera ("Lilli-Palmer-en-Curd-Jürgens-Herdenkingcamera") en een prijzengeld van 20.000 euro aan buitengewoon jong talent verleend. Dit is de enige Gouden Camera waaraan een naam en een prijsgeld verbonden is. 
In 2019 werd er ook een speciale prijs voor klimaatbescherming uitgereikt aan de Zweedse klimaatactiviste Greta Thunberg.
De showmasters Rudi Carrell en Thomas Gottschalk hebben 4 maal een Gouden Camera gekregen. Ook acteur Götz George won hem vaak.
In 2012 won de Nederlandse zangeres Caro Emerald de prijs in de categorie "muziek internationaal" 
De show (Verleihung der Goldenen Kamera) wordt gewoonlijk begin februari gehouden in Berlijn, al is ook Hamburg vijf keer gaststad geweest en Dortmund één keer.